# Korenitka
Korenitka este o localitate din comuna Trebnje, Slovenia, cu o populație de 41 de locuitori.